# Bradyrhizobium yuanmingense
Bradyrhizobium yuanmingense (лат.) — вид клубеньковых эндосимбиотических азотфиксирующих бактерий, образующих клубеньки с видами Lespedeza и Vigna. Типовые штаммы — CCBAU 10071(T) (= CFNEB 101(T)).